# 白水川堤防桜並木
白水川堤防桜並木（しらみずがわていぼうさくらなみき）は、山形県東根市にある桜並木。
東根市を流れる白水川の堤防沿いにソメイヨシノの桜並木が約6km続く。例年4月中旬〜5月上旬が見頃とされている。河川改修時に植栽されたのが始まりである。
本数は144本。

## 所在地
- 山形県東根市（柳町橋付近〜蟹沢橋付近の約3km×両岸）

## アクセス
- 車
  - JRさくらんぼ東根駅から約10分
  - 東北中央自動車道東根ICから10分